# Заливна тераса
Заливна тераса, наречена още ливадна тераса, е част от дъното на речна долина, заливана от речните води по време на пълноводие и намираща се винаги по-високо от речното ниво по време на маловодие.

## Строеж
В основата си заливната тераса е изградена от речен алувий, а отгоре – от заливен алувий, образуван от ежегодното (или 1 път на няколко години) натрупване на речни наслаги, пренасяни и наслоявани по време на пълноводие. В отделни случаи на повърхността се открива цокълът на заливната тераса, изграден от основни скали или много по-древен алувий.

## Образуване, видове
Най-интензивна акумулация на едрозърнест алувий, образуващ малки височини и валове, се наблюдава в близост до самото речно легло. Тази част от заливната тераса носи названието прируслова заливна тераса. По-далеч от речното легло се натрупват много по-дребни наноси и този участък се нарича централна заливна тераса, по време на маловодие той се покрива с буйна тревиста растителност. В близост до подножието на първата надзаливна тераса се отлагат само много дребни (микроскопични) глинести частици и в този участък заливната тераса носи названието притерасна заливна тераса и е предимно понижена и заблатена. Едновременно с акумулацията на повърхността на заливната тераса протича непрекъснато отмиване на нейните брегове от речните води в едни участъци и образуването на пясъчни плажове на други участъци, вследствие на което контурите на заливната тераса непрекъснато се променят. По повърхността на заливната тераса има множество ниски участъци, представляващи стари речни корита (старици) и ръкави, редуващи се с малки височини, свидетелствуващи за блуждаенето на речното легло. В тези участъци от речната долина, където протича предимно натрупване на наноси (в долното течение на реките), покрай речното легло често се образува непрекъснат приречен пясъчен вал. Повърхността на заливната тераса често е разделена от ниски отстъпи на висока и ниска заливна тераса.
Заливни тераси се образуват и при разширение на речната долина в резултат на странични премествания на речното легло. Обширни заливни тераси (до 20 – 40 km ширина) са характерни за повечето от равнинните реки с неравномерен годишен отток. Ако една река протича по тектонски разлом, то ширината на заливната тераса зависи от неговия размер.